# 亀川良夫
亀川 良夫（かめかわ よしお、1891年（明治24年）8月30日 - 1984年（昭和59年）6月29日）は、大日本帝国陸軍軍人。最終階級は陸軍少将。功四級。

## 経歴
1891年（明治24年）に福岡県で生まれた。陸軍士官学校第25期卒業。1939年（昭和14年）8月1日に陸軍歩兵大佐進級と同時に歩兵第236連隊長（第11軍・第40師団・第40歩兵団）に就任し、日中戦争に出動。宜昌作戦、予南作戦、第一次長沙作戦、第二次長沙作戦などに参加した。1942年（昭和17年）2月に留守第56師団司令部附となり、九州帝国大学に配属され、1943年（昭和18年）3月に留守第5師団司令部附に転じ、広島文理科大学に配属となった。
1945年（昭和20年）6月10日に陸軍少将に進級。同年5月23日に編成された独立混成第113旅団（第1総軍・第11方面軍）の旅団長に7月5日に就任し、終戦時は福島県平に位置した。
1948年（昭和23年）1月31日、公職追放仮指定を受けた。